# Хоэн-Демцин
Хоэн-Демцин (нем. Hohen Demzin) — община в Германии, в земле Мекленбург-Передняя Померания.
Входит в состав района Гюстров. Подчиняется управлению Мекленбургише Швайц. Население составляет 465 человек (2009); в 2003 г. — 526. Занимает площадь 24,11 км².

## Ссылки

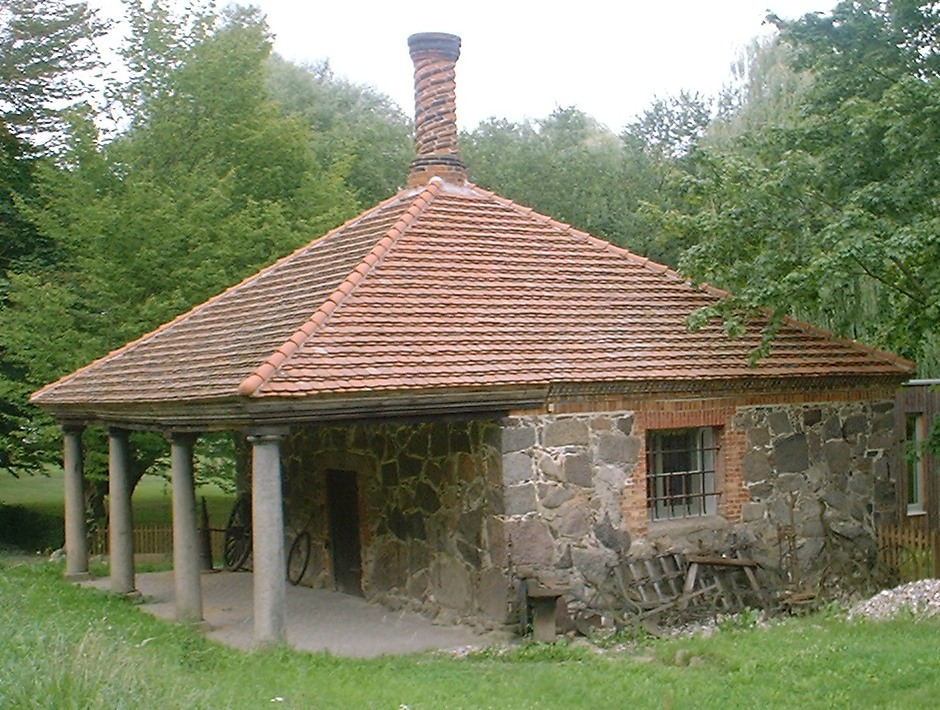
Хоэн-Демцин